# 수곡초등학교 (충북)
수곡초등학교는 대한민국 충청북도 청주시에 있는 공립 초등학교이다.

## 학교 연혁
- 1994. 01. 18 수곡초등학교 설립
- 1995. 03. 02 개교 32학급 편성
- 1995. 04. 20 개교 기념일
- 1996. 03. 01 특수학급 1학급 신설
- 1997. 03. 01 유치원 1학급 개원
- 1999. 03. 01 교육부 지정 열린교육 시범학교 운영(1년간)
- 2000. 03. 01 청주교육대학교 대용부속학교 지정(2년간)
- 2002. 11. 30 5개 교실 증축
- 2003. 10. 30 15개 교실 증축
- 2004. 03. 01 충청북도교육청지정 교육과정 국어과 시범학교 운영(2년간)
- 2009. 03. 01 충청북도교육청지정 교육과정 시범학교 운영(2년간)
- 2011. 09. 01 교과부요청 충청북도교육청지정 청원경찰 시범학교 운영(2년간)
- 2013. 03. 01 장은영 교장 취임
- 2014. 02. 20 제19회 졸업(졸업생 4634명)
- 2014. 03. 01 28학급 편성(특수학급 1포함), 병설유치원 1학급 편성
- 2015. 03. 01 제 12대 이혜진 교장 취임
- 2016. 02. 22 제 21회 졸업식(졸업생 125명, 총 4,880명)
- 2016. 03. 01 26학급 편성(특수학급 1포함), 병설유치원 1학급 편성
- 2018. 03. 02 25학급 편성(특수학급 1포함), 병설유치원 1학급 편성
- 청주교육대학교 교육실습협력학교 운영(2년간)
- 2021. 10. 13 2021. 전국도서관 운영평가 우수도서관(학교 도서관 부문 문체부장관상 수상)
- 2022. 12. 23 학교체육 활성화 유공기관(교육감 표창)
- 2024. 01. 05 제29회 졸업식(졸업생 83명, 총 : 5,585명 졸업)
- 2024. 03. 01 22학급 편성(특수학급 2), 병설유치원 1학급(특수학급 1) 편성
- 2024. 03. 01 제16대 박성곤 교장 취임

## 참고 자료
- 수곡초등학교 - 한국교육학술정보원 학교알리미